# Blinded by Rainbows
«Blinded by Rainbows»—en español: «Cegado por arco iris»—, es una canción de la banda británica de rock The Rolling Stones, incluida en su disco Voodoo Lounge de 1994.
La canción fue escrita por el cantante Mick Jagger y el guitarrista Keith Richards, pero es esencialmente una obra de Jagger que había escrito mientras estaba trabajando en su tercer álbum solista Wandering Spirit. Es uno de los pocos temas de los Stones que contienen un alto contenido político, haciendo referencia al conflicto en Irlanda del Norte. El título se refiere a las personas que luchan por algo sin tener en cuenta sus consecuencias.
Fue grabada entre los meses de julio y agosto, noviembre y diciembre de 1993; en los estudios Sandymount, ubicados en la casa de Ron Wood, en St. Kildare, Irlanda. Contó con la producción de Don Was y The Glimmer Twins.
Nunca ha sido interpretada en vivo ni incluida en un álbum recopilatorio.

## Personal
Acreditados:
- Mick Jagger: voz, guitarra acústica, coros
- Keith Richards: guitarra eléctrica, coros
- Ron Wood: guitarra eléctrica
- Charlie Watts: batería
- Darryl Jones: bajo
- Benmont Tench : órgano, piano
- Lenny Castro: percusión